# 蝦夷錦

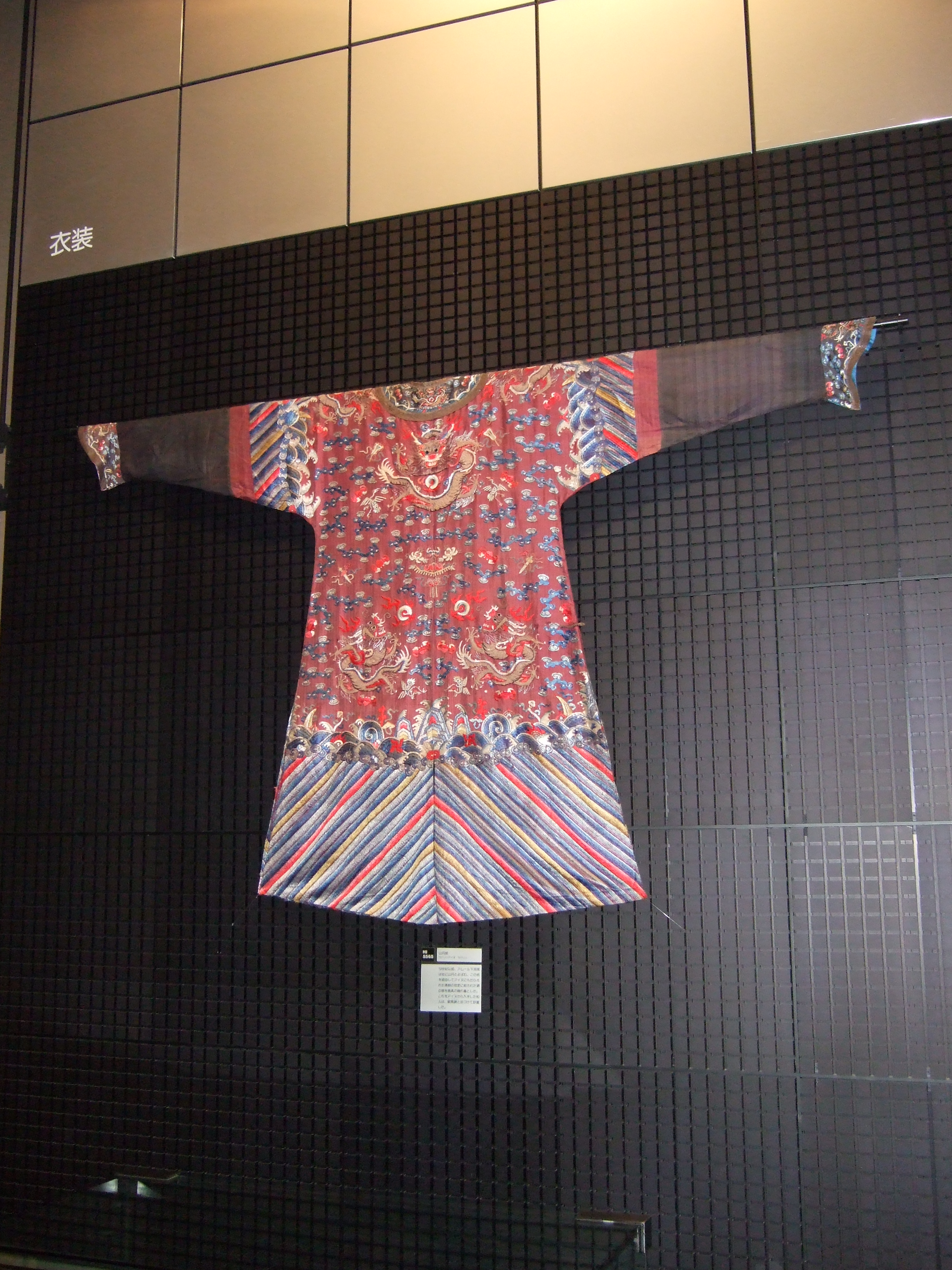
蝦夷錦（山丹服）

蝦夷錦（えぞにしき）、サンタサランペ（アイヌ語: Santasarampe）、または山丹服（さんたんふく）は、江戸時代に松前藩がアイヌ民族を介した交易で、黒竜江下流から来航する民族から入手した、中国本土産絹や清朝官服のことである。

## 中国本土と黒竜江流域の交流
かつて中華王朝の明や満州族が建国したツングース系の清王朝は、外交関係を結んだ周辺国や周辺民族から貢物を贈られ返礼品を下賜する交流を行っており、ウリチをはじめとする他のツングース系民族にも清朝の品や中国本土の物産が伝わっていた。黒竜江下流域（沿海州）には、現在「山丹人」に比定されるウリチが住んでいた。

## 蝦夷錦
江戸時代、蝦夷地の樺太や宗谷に山丹人が来航し、松前藩は当時蝦夷と呼ばれたアイヌを仲介して彼らと交易を行った。これが山丹交易である。その交易で様々な中国本土や清朝の品がもたらされ、その代表的な例が雲竜（うんりゅう）などを織り出した満州族風の錦の官服・蝦夷錦である。当時の参勤交代の際、松前藩主がその清朝風の錦を着て将軍に謁見したところ、将軍は華美なその錦を大いに気に入った。以降、松前藩は錦を幕府に献上するようになった。
その際、松前藩はこれが清からもたらされたものだということを知っていたが、それを隠して蝦夷錦と呼び、錦の輸入を独占した。しかし、その陰には、苦境に立つアイヌがいたのである。アイヌは蝦夷錦入手のため多額の累積債務を抱え、借財のかたに連れ去られるなど山丹人との間に軋轢があり、蝦夷地が幕府直轄領となった際発覚し問題となった。
幕府の役人で樺太に詰めた松田伝十郎はアイヌの債務を調査し、支払不可能な分を松前奉行が立て替えて山丹人に支払い、アイヌは債務から救済された。同時に、松前奉行は山丹交易を直営化、アイヌの大陸渡航も禁じた。また、その後山丹人は白主会所において江戸幕府に対する朝貢をおこなう結果となった。

## 蝦夷錦に触発された商品・作品など
- ツバキ 蝦夷錦

江戸時代に作出された園芸品種のツバキである。枝ごとに白い花、白や淡桃色の地に赤い縦模様の絞りが入った花、赤い花と咲きわける。葉がよじれるのが特徴である。花の多様さと豪華さを、蝦夷錦の生地に例えた。フィリップ・フランツ・フォン・シーボルトがトライカラーと名付け、帰国時に持ち帰った。江戸後期の『古今要覧稿』（1842年）に原色図がある。